# Machane Jisra'el

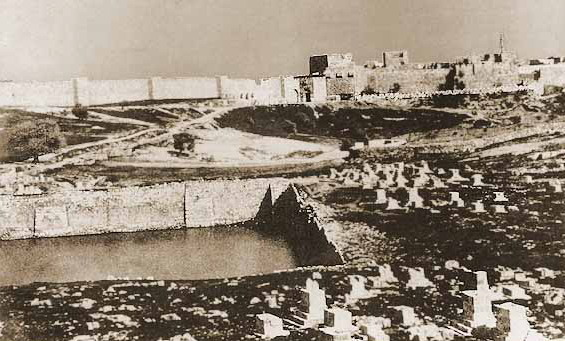
Brechat Mamila roku 1854, kde byla čtvrť vybudována, v pozadí jeruzalémské hradby

Machane Jisra'el (hebrejsky: מחנה ישראל, „Tábor Izraele“) je druhá židovská čtvrť, která byla postavena mimo hradby jeruzalémského Starého Města (první byla Miškenot Ša'ananim). Čtvrť byla vybudována zejména maghrebskými Židy v 60. letech 19. století.

## Historie čtvrti

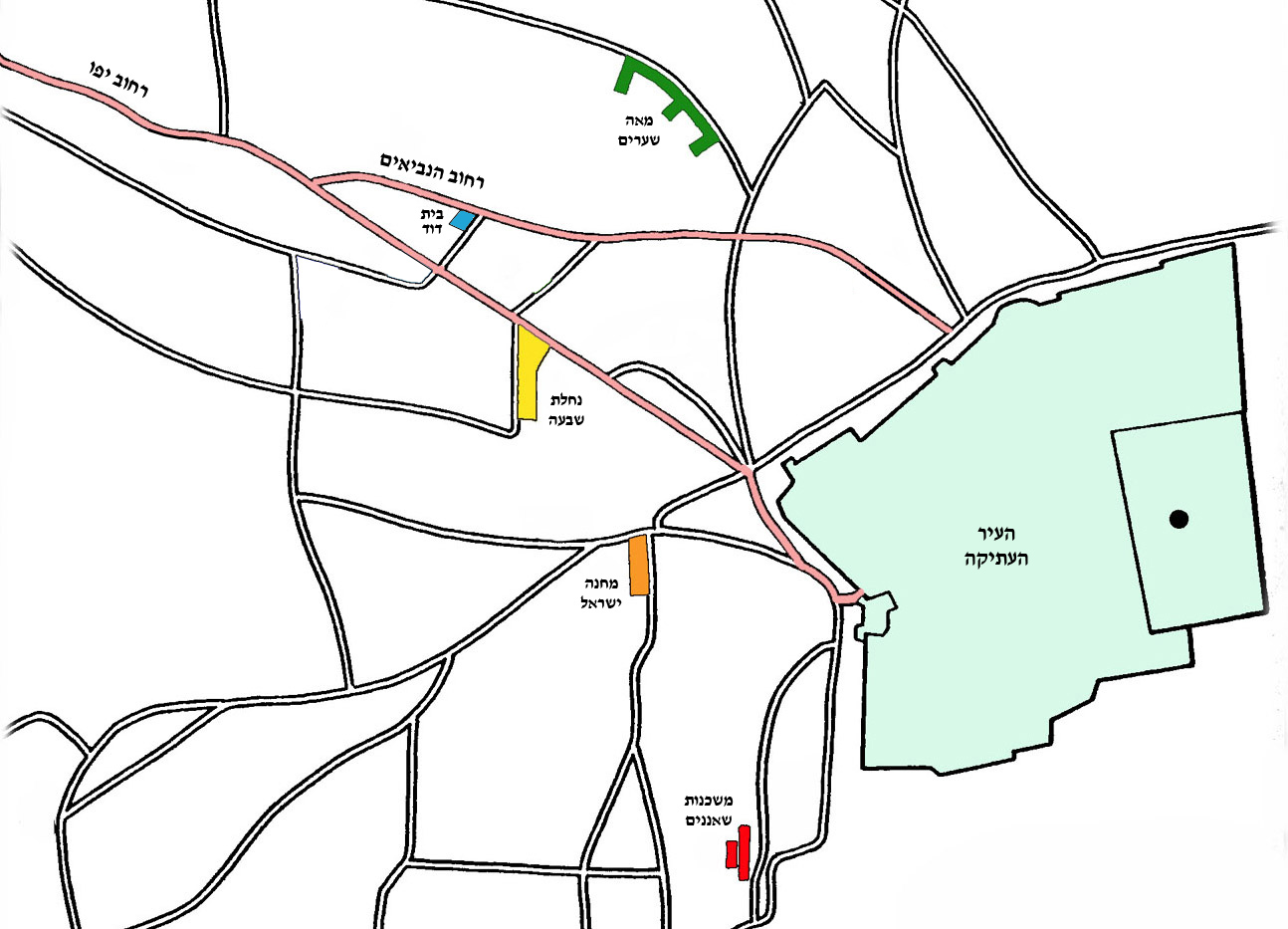
Prvních pět čtvrtí založených mimo jeruzalémské hradby, čtvrť Machane Jisra'el vyznačena oranžově

Již z 12. a 13. století pochází zmínky o Sefardech v Jeruzalémě, avšak větší množství přišlo až po dobytí Blízkého východu Osmanskými Turky v 1. polovině 16. století. V tomto období imigrovali do Jeruzaléma ze severní Afriky také muslimové, kteří založili čtvrť v blízkosti Hnojné brány.
V 19. století imigrace do Izraele (tzv. alija) sílila, a to i ze severní Afriky. Ke konci století tak v Jeruzalémě dosahoval počet severoafrických Židů 2 000 (25% jeruzalémských sefardských Židů). Příčinou této imigrace byl mj. úpadek severní Afriky pod nadvládou Francie, války a zavádění zákonů, které byly vůči Židům velmi přísné.
Příliv maghrebských imigrantů si vyžádal vybudování nových obydlí. Zprvu byly postaveny skrovné domy, založeny vzdělávací, náboženské a sociální instituce. Roku 1869 bylo vydáno stavební povolení pro vybudování druhé čtvrti mimo jeruzalémské hradby. Zároveň šlo o první čtvrť mimo hradby, kterou vybudovali samotní obyvatelé Jeruzaléma, spoutaného hradbami. Tato malá čtvrť byla vybudována v nepříliš atraktivní, za to však levné, lokalitě v blízkosti nádrže Brechat Mamila, jejíž zbytky se dodnes nacházejí v areálu King David Hotel. Zdá se však, že čtvrť začala být budována již roku 1866.